# 賈里納冰原島峰
76°23′S 160°10′E / 76.383°S 160.167°E
賈里納冰原島峰（英語：Jarina Nunatak），是南極洲的冰原島峰，位於維多利亞地的斯科特海岸，處於特里尼蒂冰原島峰主峰西北面13公里，現時由南極條約體系管理。